# فینال‌های ان‌بی‌ای ۲۰۱۷
فینال‌های ان‌بی‌ای ۲۰۱۷ (انگلیسی: 2017 NBA Finals)، سری قهرمانی لیگ بسکتبال حرفه‌ای آمریکا (ان‌بی‌ای) در فصل ۱۷–۲۰۱۶ و پایان‌بخش پلی‌آف‌های این فصل بود. در این سری که تکرار فینال سال قبل (۲۰۱۶) محسوب می‌شد، گلدن استیت واریرز (قهرمان کنفرانس غرب) توانست کلیولند کاوالیرز (مدافع عنوان قهرمانی و قهرمان کنفرانس شرق) را با نتیجه ۴–۱ شکست دهد. این قهرمانی، دومین عنوان واریرز طی سه سال و پنجمین قهرمانی کلی آنها بود. کوین دورانت، بازیکن واریرز، با میانگین ۳۵٫۲ امتیاز، ۸٫۲ ریباند و ۵٫۴ پاس منجر به امتیاز به اتفاق‌آرا به عنوان باارزش‌ترین بازیکن فینال‌ها (MVP) انتخاب شد. این سری بازی‌ها از ۱ ژوئن آغاز شد و در ۱۲ ژوئن به پایان رسید.